# Prins Ulrik

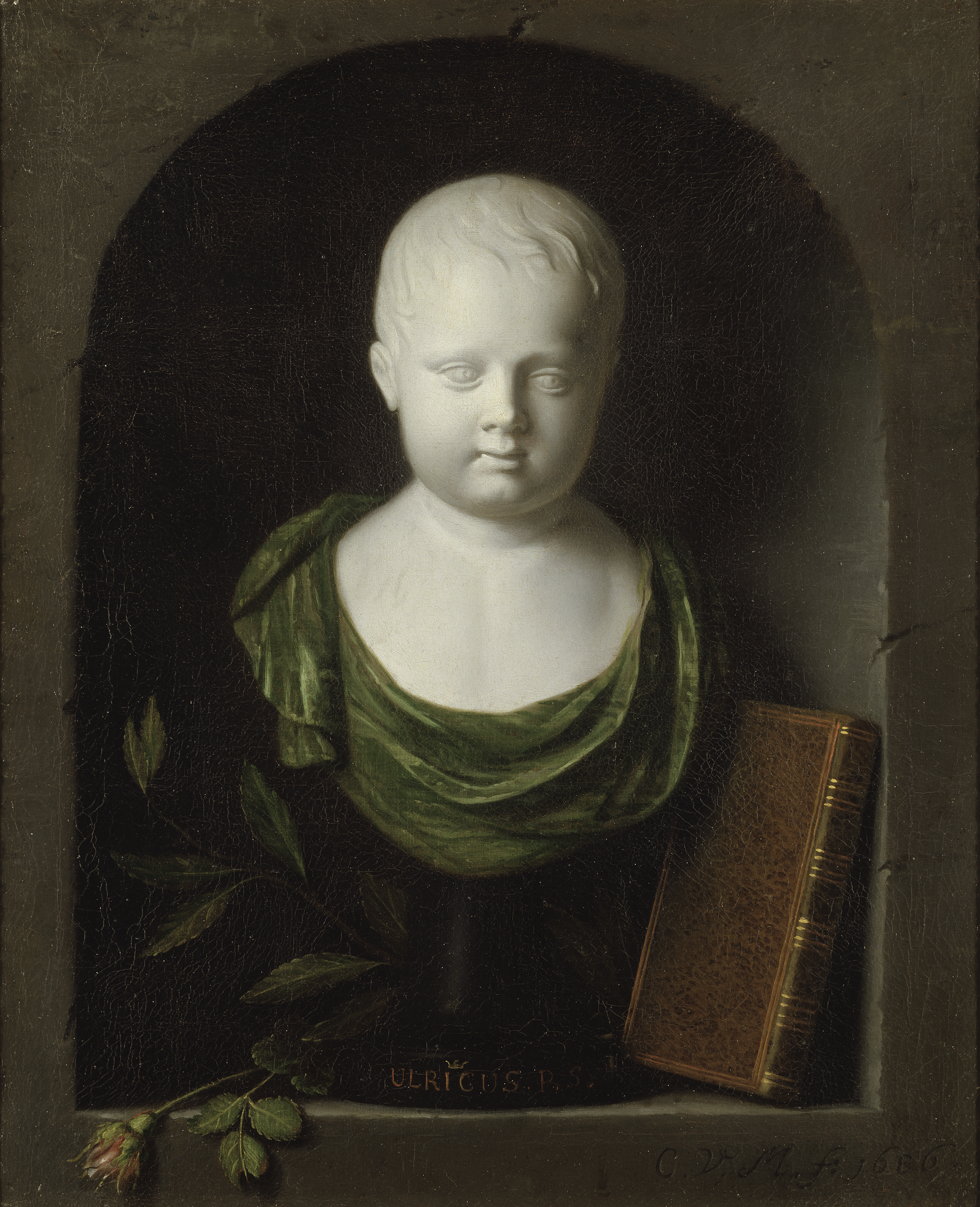
Prins Ulrik. Målning av Cornelis van der Meulen.

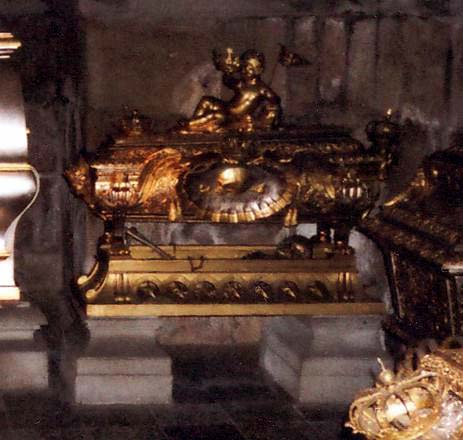
Kistan i Riddarholmskyrkan med Ulriks stoft.

Ulrik, född 22 juli 1684, död 29 maj 1685, var en svensk prins. Han var fjärde barn och tredje son till kung Karl XI och drottning Ulrika Eleonora. Liksom samtliga sina bröder, med undantag för den blivande Karl XII, avled han i späd ålder.
Prins Ulrik fick sitt i svenska kungliga sammanhang ovanliga namn efter sin mors halvbror, ståthållaren i Norge Ulrik Frederik Gyldenløve. Även om dennes systerson dog ung, lever namnet via prinsen kvar i Ulriksdals slott. Detta slott, på vilket prinsen var född, erhöll han i dopgåva av sin farmor, änkedrottning Hedvig Eleonora, varvid det fick sitt nuvarande namn efter honom. Tidigare hade slottet hetat Jakobsdal efter sin byggherre Jakob De la Gardie.
Prins Ulrik begravdes jämte sin samma år avlidne bror Gustav i Riddarholmskyrkan. Ämbetsmannen och skalden Erik Lindschöld författade en gravskrift över prinsen, kallad "Änglasyn och samtal". Prinsen finns också skildrad på en målning av Anna Maria Ehrenstrahl.